# Côte de Jade

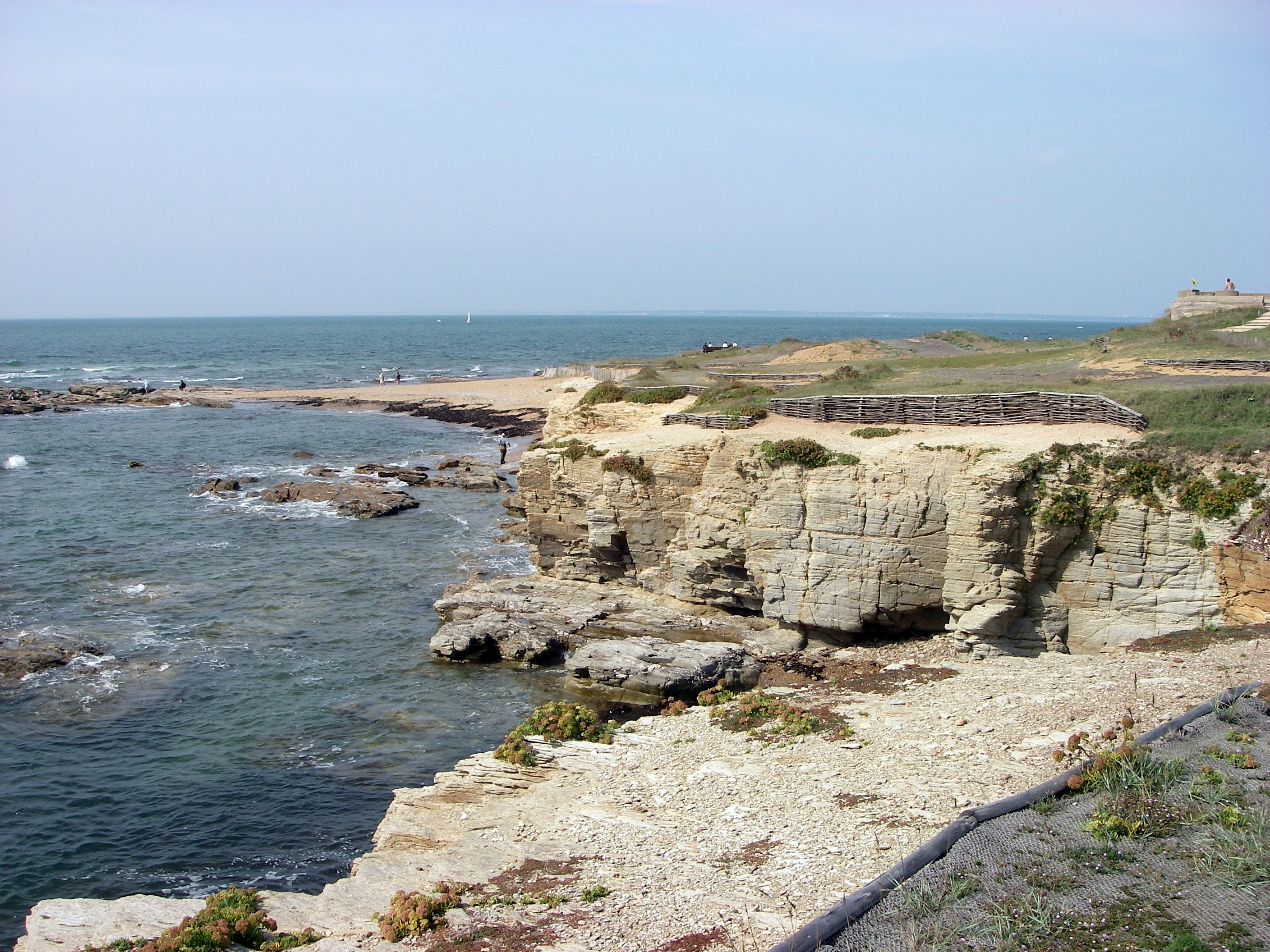
La pointe Saint-Gildas

La Côte de Jade constitue la frange littorale du pays de Retz en Loire-Atlantique, s'étendant de l'estuaire de la Loire au nord au Marais breton au sud, bordant ainsi la baie de Bourgneuf sur sa partie méridionale. Ses côtes découpées et ses nombreuses plages assurent à la côte de Jade un intérêt touristique estival important.

## Présentation
Il existe une disparité notable entre les littoraux au nord et au sud de la pointe Saint-Gildas.
Au nord, depuis Mindin (Saint-Brevin-les-Pins) jusqu'au Cormier (La Plaine-sur-Mer) s'étirent de longues plages de sable fin disposant de vastes estrans, bordés de dunes boisées ou de courtes falaises.
Au sud, depuis La Plaine-sur-Mer jusqu'aux Moutiers-en-Retz, la côte est plus sauvage et présente une succession d'anses et de plages plus ou moins réduites, séparées par des zones rocheuses aux falaises  de schiste plus importantes.
La Côte de Jade serait ainsi nommée en raison de la couleur des flots d'un vert soutenu.

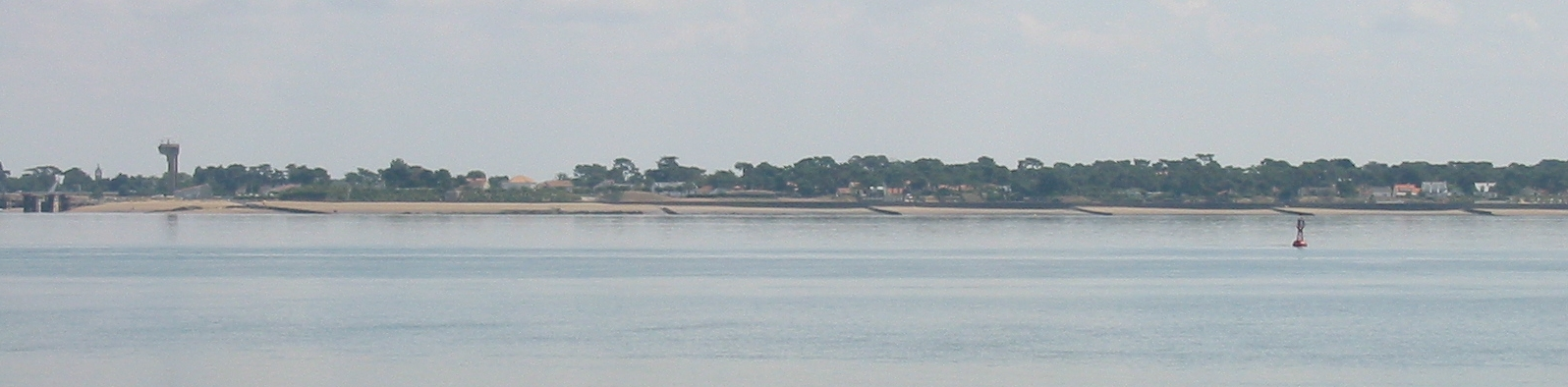
Côte de Jade à Saint-Brevin-les-Pins

## Localités
Ses principales stations balnéaires sont :
- Saint-Brevin-les-Pins
- Saint-Michel-Chef-Chef
- Tharon-Plage
- La Plaine-sur-Mer
- Préfailles
- Sainte-Marie-sur-Mer
- Pornic
- La Bernerie-en-Retz
- Les Moutiers-en-Retz.